# Quinton Claunch
Quinton Claunch (* 3. Dezember 1921 in Tishomingo, Mississippi; † 10. April 2021) war ein US-amerikanischer Country-Musiker und Musikproduzent. Während seiner Karriere arbeitete Claunch, oft mit Bill Cantrell, für Sun Records und Hi Records.

## Leben
Geboren 1921 in Mississippi, zog Claunch Anfang der 1940er-Jahre nach Muscle Shoals, Alabama, wo er zusammen mit Edgar Clayton die Blue Seal Pals gründete, denen sich später auch Bill Cantrell anschloss. Mit dieser Gruppe trat Claunch auf verschiedenen Radiosendern auf und unternahm Tourneen. 1948 brachen die Blue Seal Pals jedoch auseinander, daher zogen Claunch und Cantrell nach Memphis, Tennessee, wo sie zunächst hauptsächlich in Berufen außerhalb des Musikgeschäfts arbeiteten.
1954 schrieben Claunch und Cantrell den Song Daydreamin’, den sie mit dem jungen Sänger Bud Deckelman aus Memphis aufnehmen wollten. Sie spielten den Song Sam Phillips, Besitzer von Sun Records, vor, der den Song jedoch ablehnte. Daraufhin schlug man Lester Bihari den Song vor, der sich zu einer Abmachung bereit erklärte. Er ließ den Song mit Deckelman  für sein Label Meteor Records aufnehmen und im Gegenzug willigten Claunch und Cantrell, beide Techniker, ein, das Aufnahmegerät im Studio zu reparieren. Der Song wurde schnell zu einem lokalen Hit, sodass Jimmy C. Newman ihn coverte und daraus einen nationalen Country-Hit machte.
Nach diesem Erfolg kam Sam Phillips auf das Duo Claunch und Cantrell zurück und fortan arbeiteten beide für Sun im Country-Bereich. Phillips, der vorher hauptsächlich Blues produziert und nun seine neuste Entdeckung mit Elvis Presley gemacht hatte, richtete seine Konzentration aufgrund von Presleys Erfolgen nun auch auf den Country-Markt. Claunch und Cantrell schrieben neue Songs, entdeckten Sänger für das Label und spielten auf den Aufnahmen als Gitarrist und Bassist. Zwischen 1954 und 1957 arbeiteten sie mit unter anderem mit Maggie Sue Wimberley, den Miller Sisters, Charlie Feathers, Carl Perkins, Lendon Smith und weiteren. Charlie Feathers nahm beispielsweise ihr Defrost Your Heart, die Miller Sisters Finders Keepers und Ten Cats Down, Junior Thompson Raw Deal und Eddie Bond Can't Win for Losing sowie This Ole Heart of Mine auf.
Mit Carl Perkins arbeiteten sie an dem Song Sure to Fall, der als B-Seite für Blue Suede Shoes gedacht war. Im letzten Moment änderte Phillips jedoch die B-Seite und nahm Honey Don't. Sure to Fall sollte danach mit Tennessee veröffentlicht werden, wozu es aber nie kam. Claunch und Cantrell waren sich bewusst, dass Phillips sein Interesse an kommerziellen Country-Aufnahmen verloren hatte und mit Rockabilly beschäftigt war. Daher verließen sie Sun 1957 und entschieden sich dazu, ein eigenes Plattenlabel zu gründen. Zusammen mit dem Rockabilly-Sänger Ray Harris, der vorher ebenfalls bei Sun unter Vertrag gestanden hatte, und dem Plattenladenbesitzer Joe Cuoghi gründeten sie Hi Records.
Claunch blieb als Produzent bis 1960 bei Hi und arbeitete weiterhin tagsüber in seinem regulären Job, um seine Familie zu ernähren. In den 1960er-Jahren blieb Claunch der Musikszene verbunden und gründete 1964 mit Doc Russell das Label Goldwax Records, dass einige Hits hatte. 1969 kam es zu Meinungsverschiedenheiten zwischen Russell und Claunch, so dass das Label geschlossen wurde. Claunch arbeitete danach weiterhin im Musikgeschäft. Elliot Clark, Geschäftsmann aus Memphis, kaufte Mitte der 1980er-Jahre den Goldwax-Katalog und belebte das Label neu. Clark gelang es, Claunch als Vizepräsident zurück in das Unternehmen zu holen, sodass 1991 und 1992 seiner Produktion einige „Best-of“-CDs herausgegeben wurden. Kurz danach verließ Claunch Goldwax jedoch wieder.